# Erik Wennerberg
Erik Wennerberg (Landskrona, 21 gennaio 1917 – Segeltorp, 15 maggio 2001) è stato un bobbista svedese.

## Biografia
Viene ricordato come vincitore di una medaglia di bronzo nella sua disciplina, ottenuta ai campionati mondiali del 1961 (edizione tenutasi a Lake Placid, Stati Uniti d'America) insieme ai suoi connazionali Gunnar Garpö, Gunnar Åhs e Börje-Bengt Hedblom
Nell'edizione l'oro andò alla nazionale italiana, l'argento a quella statunitense.